# Битка за Алпите
Битката за Алпите от 10 – 25 юни 1940 година е военна операция във Френските Алпи, част от Битката за Франция на Европейския театър на Втората световна война.
Тя започва в деня на включването на Италия във войната с настъпление по границата с Франция. Въпреки численото превъзходство на италианците, французите, с въздушна подкрепа от Великобритания, удържат добре укрепените си позиции и италианските войски постигат незначителен напредък. Междувременно тежките поражения в Северна Франция карат френското правителство да иска примирие с Тристранния пакт, в резултат на което операцията е прекратена и Италия получава ограничена окупационна зона в завзетите от нея територии.